# Тамаш Ковач
Тамаш Ковач (угор. Kovács Tamás, нар. 20 березня 1943, Будапешт, Угорщина) — угорський фехтувальник на шаблях, дворазовий  бронзовий (1968 та 1972 роки) призер Олімпійських ігор, дворазовий чемпіон світу.

## Виступи на Олімпіадах
| Олімпіада     | Дисципліна          | Місце |
| ------------- | ------------------- | ----- |
| Мехіко 1968   | індивідуальна шабля | 9     |
| Мехіко 1968   | командна шабля      | 3     |
| Мюнхен 1972   | індивідуальна шабля | 6     |
| Мюнхен 1972   | командна шабля      | 3     |
| Монреаль 1976 | індивідуальна шабля | 17    |
| Монреаль 1976 | командна шабля      | 4     |